# Samsung Galaxy F62
El Samsung Galaxy F62 (también conocido como Samsung Galaxy M62) es un teléfono inteligente Android de gama media fabricado por Samsung Electronics como parte de su serie Galaxy F. Es el segundo teléfono que se lanzará en la serie. Tiene una batería de 7000 mAh, una configuración de cámara cuádruple con una cámara principal de 64 MP, así como una cámara ultra ancha de 12 MP, una cámara macro de 5 MP y un sensor de profundidad de 5 MP, una pantalla de 6,7 plg (17,0 cm) Super AMOLED Plus y el SoC Exynos 9825 utilizado anteriormente en los teléfonos inteligentes insignia Samsung Galaxy Note 10 y Note 10+.

## Especificaciones

### Diseño
Samsung Galaxy F62 presenta un diseño muy similar al Samsung Galaxy A71 y al Samsung Galaxy M51. Tiene una pantalla Infinity-O de 6,7 pulgadas con un recorte para la cámara frontal. El marco y el panel trasero están hechos de plástico. Tiene un lector de huellas dactilares capacitivo de montaje lateral que funciona como el botón de encendido a la derecha junto al control de volumen. Hay una bandeja para tarjeta SIM y tarjeta microSD a la izquierda. Mide 163,9 x 76,3 x 9,5 mm y pesa 218 gramos. Tiene una configuración de cámara trasera cuádruple en la parte posterior. Está disponible en Laser Green, Laser Grey y Laser Blue.

### Hardware
Samsung Galaxy F62 funciona con el SoC interno Exynos 9825 de Samsung con un proceso EUV de 7 nm, una CPU octa-core que comprende un clúster de mayor rendimiento con 2x 2.73 GHz Samsung M4 núcleos personalizados de cuarta generación, un clúster de alto rendimiento con 2 núcleos Cortex-A75 de 2,4 GHz y un clúster de alta eficiencia con 4 núcleos Cortex-A55 de 1,95 GHz, GPU Mali G76-MP12 y una NPU para tareas de IA. Tiene una pantalla Super AMOLED de 6,7 pulgadas con una relación de aspecto de 20:9, una resolución de 1080x2400 píxeles, 420 nits de brillo máximo y una densidad de píxeles de 393 ppi. Tiene una batería no extraíble de 7000 mAh con soporte de carga rápida de 25 W y el teléfono viene con un cargador de 25 W. Está disponible con 6 u 8 GB de RAM y 128 GB de almacenamiento interno ampliable a través de una ranura para tarjeta microSD dedicada de hasta 1 TB.

#### Cámara
Samsung Galaxy F62 tiene una configuración de cámara trasera cuádruple con una cámara principal Sony IMX682 de 64 MP, una cámara ultra ancha de 12 MP con 123° FoV, una cámara macro de 5 MP y un sensor de profundidad de 5 MP. Hay una cámara de 32 MP en la parte delantera para selfies. El teléfono admite el modo nocturno, el hiperlapso nocturno y los modos de cámara lenta y súper constante. Tanto la cámara principal como la cámara selfie admiten grabación de video 4K. La cámara Selfie también admite cámara lenta.

### Software
Samsung Galaxy F62 funciona con Android 11 y One UI 3.1. Es compatible con Secure Folder, AltZLife, Samsung Knox (versión 3.7) y Samsung Pay.

## Lanzamiento
El 8 de febrero de 2021, Samsung India anunció a través de su página oficial de Instagram que el dispositivo se anunciaría el 15 de febrero de 2021. El 15 de febrero de 2021, se anunció el Samsung Galaxy F62 en India con 6 u 8 GB de RAM y 128 GB de almacenamiento interno. El modelo de 6 GB cuesta INR 23,999 y el modelo de 8 GB cuesta INR 25,999.
El 3 de marzo de 2021, se lanzó Samsung Galaxy F62 en Malasia como Samsung Galaxy M62. Sin embargo, la opción de color Laser Green no está disponible.